# Tomoji Ishizuka
Pour les articles homonymes, voir Ishizuka.
Tomoji Ishizuka (石塚 友二, 20 septembre 1906 – 8 février 1984) est le nom de plume d'Ishizuka Tomoji (écrit avec un kanji différent (石塚友次)), poète haiku et romancier japonais de l'ère Shōwa du Japon.

## Jeunesse
Tomoji Ishizuka naît dans le district rural de Kitakanbara (préfecture de Niigata), au Japon. Il s'installe à Tokyo en 1924, et trouve un emploi dans une librairie, tout en espérant se faire une place dans le monde littéraire. Sa chance survient quand un ami lui fait découvrir le célèbre romancier Riichi Yokomitsu qui accepte de prendre Ishizuka comme disciple. Cependant, Ishizuka s'intéresse à la poésie autant qu'à la prose et rejoint également un cercle littéraire organisé par Hasegawa Reiyoshi.

## Carrière littéraire
En 1933, Ishizuka fait paraître des vers haiku dans la revue littéraire Ashibi . À cette époque, il travaille pour Tenbosha Books comme rédacteur en chef du magazine Buntai (« Style »), qui publie des essais. En 1935, il fonde sa propre librairie, appelée « Sara », qui lui permet de publier des ouvrages de Yokomitsu Riichi et Kawabata Yasunari, ainsi que les anthologies haiku de Kusatao Nakamura et Hakyō Ishida. Il est cofondateur en 1937 du magazine haiku, Tsuru (« Grue ») avec Ishida.
En 1940, Ishizuka publie sa propre anthologie haiku, Hosun Kyojitsu, qui attire sur lui l'attention du monde du haiku. Après la mort d'Ishida Hakyo en 1969, il prend le plein contrôle de Tsuru. Ses autres anthologies haiku comprennent Iso Kaze (« Vent de la plage »), Kojin (« Poussière légère ») et Tamanawa-sho.
En 1942, Ishizuka passe de la poésie à la prose et publie le roman Matsukaze (« Vent de sapin »), publié en feuilleton dans le magazine Bungakukai. Ses romans suivants comptent Seishun (« Jeunesse ») et Hashi-mori (« La Garde du pont »).
Ishizuka demeure à Kamakura, préfecture de Kanagawa de 1945 jusqu'à sa mort en 1986 à l'âge de 79 ans. À Kamakura, il est membre du cercle littéraire Nanboku (« Nord-Sud ») tenu par Atsuko Anzai et (grâce à une recommandation de Kawabata Yasunari) est engagé comme rédacteur en chef de l'éphémère magazine Kamakura publié par  Kamakura Bunko.
Une pierre commémorative avec l'un de ses haïkus se trouve au temple de Kenchō-ji, mais sa tombe est située au cimetière Rein de Kamakura.

## Œuvres
- Hōsun Kyojitsu (方寸虚実), poèmes
- Isokaze (磯風), poèmes
- Kōjin (光塵), poèmes
- Tamanawa-shō (玉縄抄), poèmes
- Matsukaze (松風), roman
- Seishun (青春), roman
- Hashimori (橋守), roman
- Haiku no hanashi, Hobunkan Shuppan, 1992,  (ISBN 4-8320-1406-4)